# Lista dystryktów w Anglii
Lista dystryktów w Anglii (po zmianach dokonanych 1 kwietnia 2009).

## Lista
| Nazwa                        | Strona www | Zaludnienie (dane szacunkowe, 2008) | Typ                                       | Hrabstwo ceremonialne      |
| ---------------------------- | ---------- | ----------------------------------- | ----------------------------------------- | -------------------------- |
| Adur                         | www        | 60 700                              |                                           | West Sussex                |
| Allerdale                    | www        | 94 500                              | borough                                   | Kumbria                    |
| Amber Valley                 | www        | 121 100                             | borough                                   | Derbyshire                 |
| Arun                         | www        | 146 600                             |                                           | West Sussex                |
| Ashfield                     | www        | 116 500                             |                                           | Nottinghamshire            |
| Ashford                      | www        | 113 500                             | borough                                   | Kent                       |
| Aylesbury Vale               | www        | 176 000                             |                                           | Buckinghamshire            |
| Babergh                      | www        | 87 000                              |                                           | Suffolk                    |
| Barking and Dagenham         | www        | 168 900                             | London borough                            | Wielki Londyn              |
| Barnet                       | www        | 331 500                             | London borough                            | Wielki Londyn              |
| Barnsley                     | www        | 225 900                             | metropolitan borough                      | South Yorkshire            |
| Barrow-in-Furness            | www        | 71 800                              | borough                                   | Kumbria                    |
| Basildon                     | www        | 172 600                             |                                           | Essex                      |
| Basingstoke and Deane        | www        | 161 700                             | borough                                   | Hampshire                  |
| Bassetlaw                    | www        | 112 200                             |                                           | Nottinghamshire            |
| Bath and North East Somerset | www        | 180 300                             | unitary authority                         | Somerset                   |
| Bedford                      | www        | 155 700                             | unitary authority, borough                | Bedfordshire               |
| Bexley                       | www        | 223 300                             | London borough                            | Wielki Londyn              |
| Birmingham                   | www        | 1 016 800                           | metropolitan borough, city (1889)         | West Midlands              |
| Blaby                        | www        | 93 400                              |                                           | Leicestershire             |
| Blackburn with Darwen        | www        | 140 700                             | unitary authority, borough                | Lancashire                 |
| Blackpool                    | www        | 141 900                             | unitary authority, borough                | Lancashire                 |
| Bolsover                     | www        | 74 300                              |                                           | Derbyshire                 |
| Bolton                       | www        | 262 800                             | metropolitan borough                      | Wielki Manchester          |
| Boston                       | www        | 58 300                              | borough                                   | Lincolnshire               |
| Bournemouth                  | www        | 163 900                             | unitary authority, borough                | Dorset                     |
| Bracknell Forest             | www        | 114 700                             | unitary authority, borough                | Berkshire                  |
| Bradford                     | www        | 501 700                             | metropolitan borough, city (1897)         | West Yorkshire             |
| Braintree                    | www        | 142 100                             |                                           | Essex                      |
| Breckland                    | www        | 131 800                             |                                           | Norfolk                    |
| Brent                        | www        | 270 600                             | London borough                            | Wielki Londyn              |
| Brentwood                    | www        | 73 200                              | borough                                   | Essex                      |
| Brighton and Hove            | www        | 256 600                             | unitary authority, city (2000)            | East Sussex                |
| Bristol                      | www        | 421 300                             | unitary authority, city (1542)            | Bristol                    |
| Broadland                    | www        | 123 300                             |                                           | Norfolk                    |
| Bromley                      | www        | 302 600                             | London borough                            | Wielki Londyn              |
| Bromsgrove                   | www        | 92 800                              |                                           | Worcestershire             |
| Broxbourne                   | www        | 90 100                              | borough                                   | Hertfordshire              |
| Broxtowe                     | www        | 112 000                             | borough                                   | Nottinghamshire            |
| Burnley                      | www        | 87 300                              | borough                                   | Lancashire                 |
| Bury                         | www        | 183 100                             | metropolitan borough                      | Wielki Manchester          |
| Calderdale                   | www        | 201 800                             | metropolitan borough                      | West Yorkshire             |
| Cambridge                    | www        | 122 800                             | city (1951)                               | Cambridgeshire             |
| Camden                       | www        | 235 700                             | London borough                            | Wielki Londyn              |
| Cannock Chase                | www        | 94 800                              |                                           | Staffordshire              |
| Canterbury                   | www        | 149 700                             | city (time immemorial)                    | Kent                       |
| Carlisle                     | www        | 103 700                             | city (time immemorial)                    | Kumbria                    |
| Castle Point                 | www        | 89 800                              | borough                                   | Essex                      |
| Central Bedfordshire         | www        | 255 000                             | unitary authority                         | Bedfordshire               |
| Charnwood                    | www        | 167 100                             | borough                                   | Leicestershire             |
| Chelmsford                   | www        | 167 100                             | borough                                   | Essex                      |
| Cheltenham                   | www        | 112 000                             | borough                                   | Gloucestershire            |
| Cherwell                     | www        | 138 200                             |                                           | Oxfordshire                |
| Cheshire East                | www        | 361 500                             | unitary authority, borough                | Cheshire                   |
| Cheshire West and Chester    | www        | 328 600                             | unitary authority, borough                | Cheshire                   |
| Chesterfield                 | www        | 100 800                             | borough                                   | Derbyshire                 |
| Chichester                   | www        | 110 500                             |                                           | West Sussex                |
| Chiltern                     | www        | 90 900                              |                                           | Buckinghamshire            |
| Chorley                      | www        | 104 800                             | borough                                   | Lancashire                 |
| Christchurch                 | www        | 45 800                              | borough                                   | Dorset                     |
| Colchester                   | www        | 181 000                             | borough                                   | Essex                      |
| Copeland                     | www        | 70 300                              | borough                                   | Kumbria                    |
| Corby                        | www        | 55 800                              | borough                                   | Northamptonshire           |
| Kornwalia                    | www        | 532 200                             | unitary authority                         | Kornwalia                  |
| Cotswold                     | www        | 83 500                              |                                           | Gloucestershire            |
| Coventry                     | www        | 309 800                             | metropolitan borough, city (1345)         | West Midlands              |
| Craven                       | www        | 56 200                              |                                           | North Yorkshire            |
| Crawley                      | www        | 101 300                             | borough                                   | West Sussex                |
| Croydon                      | www        | 341 800                             | London borough                            | Wielki Londyn              |
| Dacorum                      | www        | 139 600                             | borough                                   | Hertfordshire              |
| Darlington                   | www        | 100 500                             | unitary authority, borough                | Durham                     |
| Dartford                     | www        | 92 000                              | borough                                   | Kent                       |
| Daventry                     | www        | 79 700                              |                                           | Northamptonshire           |
| Derby                        | www        | 239 200                             | unitary authority, city (1977)            | Derbyshire                 |
| Derbyshire Dales             | www        | 70 700                              |                                           | Derbyshire                 |
| Doncaster                    | www        | 291 600                             | metropolitan borough                      | South Yorkshire            |
| Dover                        | www        | 106 900                             |                                           | Kent                       |
| Dudley                       | www        | 306 500                             | metropolitan borough                      | West Midlands              |
| County Durham                | www        | 508 500                             | unitary authority                         | Durham                     |
| Ealing                       | www        | 309 000                             | London borough                            | Wielki Londyn              |
| East Cambridgeshire          | www        | 82 300                              |                                           | Cambridgeshire             |
| East Devon                   | www        | 132 700                             |                                           | Devon                      |
| East Dorset                  | www        | 85 900                              |                                           | Dorset                     |
| East Hampshire               | www        | 111 700                             |                                           | Hampshire                  |
| East Hertfordshire           | www        | 135 500                             |                                           | Hertfordshire              |
| East Lindsey                 | www        | 141 000                             |                                           | Lincolnshire               |
| East Northamptonshire        | www        | 86 200                              |                                           | Northamptonshire           |
| East Riding of Yorkshire     | www        | 335 000                             | unitary authority                         | East Riding of Yorkshire   |
| East Staffordshire           | www        | 109 100                             | borough                                   | Staffordshire              |
| Eastbourne                   | www        | 96 100                              | borough                                   | East Sussex                |
| Eastleigh                    | www        | 121 000                             | borough                                   | Hampshire                  |
| Eden                         | www        | 51 900                              |                                           | Kumbria                    |
| Elmbridge                    | www        | 132 400                             | borough                                   | Surrey                     |
| Enfield                      | www        | 287 600                             | London borough                            | Wielki Londyn              |
| Epping Forest                | www        | 123 900                             |                                           | Essex                      |
| Epsom and Ewell              | www        | 72 400                              | borough                                   | Surrey                     |
| Erewash                      | www        | 111 300                             | borough                                   | Derbyshire                 |
| Exeter                       | www        | 123 500                             | city (time immemorial)                    | Devon                      |
| Fareham                      | www        | 110 300                             | borough                                   | Hampshire                  |
| Fenland                      | www        | 91 800                              |                                           | Cambridgeshire             |
| Folkestone and Hythe         | www        | 100 100                             |                                           | Kent                       |
| Forest Heath                 | www        | 64 700                              |                                           | Suffolk                    |
| Forest of Dean               | www        | 81 900                              |                                           | Gloucestershire            |
| Fylde                        | www        | 76 500                              | borough                                   | Lancashire                 |
| Gateshead                    | www        | 190 600                             | metropolitan borough                      | Tyne and Wear              |
| Gedling                      | www        | 112 100                             | borough                                   | Nottinghamshire            |
| Gloucester                   | www        | 115 300                             | city (1541)                               | Gloucestershire            |
| Gosport                      | www        | 80 000                              | borough                                   | Hampshire                  |
| Gravesham                    | www        | 98 000                              | borough                                   | Kent                       |
| Great Yarmouth               | www        | 94 400                              | borough                                   | Norfolk                    |
| Greenwich                    | www        | 222 900                             | London borough, royal borough             | Wielki Londyn              |
| Guildford                    | www        | 135 700                             | borough                                   | Surrey                     |
| Hackney                      | www        | 212 200                             | London borough                            | Wielki Londyn              |
| Halton                       | www        | 119 800                             | unitary authority, borough                | Cheshire                   |
| Hambleton                    | www        | 87 100                              |                                           | North Yorkshire            |
| Hammersmith and Fulham       | www        | 172 200                             | London borough                            | Wielki Londyn              |
| Harborough                   | www        | 82 800                              |                                           | Leicestershire             |
| Haringey                     | www        | 226 200                             | London borough                            | Wielki Londyn              |
| Harlow                       | www        | 79 000                              |                                           | Essex                      |
| Harrogate                    | www        | 160 500                             |                                           | North Yorkshire            |
| Harrow                       | www        | 216 200                             | London borough                            | Wielki Londyn              |
| Hart                         | www        | 90 600                              |                                           | Hampshire                  |
| Hartlepool                   | www        | 91 700                              | unitary authority, borough                | Durham                     |
| Hastings                     | www        | 86 400                              | borough                                   | East Sussex                |
| Havant                       | www        | 117 600                             | borough                                   | Hampshire                  |
| Havering                     | www        | 230 100                             | London borough                            | Wielki Londyn              |
| Herefordshire                | www        | 179 300                             | unitary authority                         | Herefordshire              |
| Hertsmere                    | www        | 98 700                              | borough                                   | Hertfordshire              |
| High Peak                    | www        | 93 200                              | borough                                   | Derbyshire                 |
| Hillingdon                   | www        | 253 200                             | London borough                            | Wielki Londyn              |
| Hinckley and Bosworth        | www        | 105 200                             | borough                                   | Leicestershire             |
| Horsham                      | www        | 130 700                             |                                           | West Sussex                |
| Hounslow                     | www        | 222 600                             | London borough                            | Wielki Londyn              |
| Hull                         | www        | 258 700                             | unitary authority, city (1299)            | East Riding of Yorkshire   |
| Huntingdonshire              | www        | 168 900                             |                                           | Cambridgeshire             |
| Hyndburn                     | www        | 81 600                              | borough                                   | Lancashire                 |
| Ipswich                      | www        | 122 300                             | borough                                   | Suffolk                    |
| Isle of Wight                | www        | 140 200                             | unitary authority                         | Isle of Wight              |
| Isles of Scilly              | www        | 2 100                               | sui generis                               | Kornwalia                  |
| Islington                    | www        | 190 900                             | London borough                            | Wielki Londyn              |
| Kensington and Chelsea       | www        | 180 300                             | London borough, royal borough             | Wielki Londyn              |
| Kettering                    | www        | 90 700                              | borough                                   | Northamptonshire           |
| King’s Lynn and West Norfolk | www        | 144 800                             | borough                                   | Norfolk                    |
| Kingston upon Thames         | www        | 160 100                             | London borough, royal borough             | Wielki Londyn              |
| Kirklees                     | www        | 403 900                             | metropolitan borough                      | West Yorkshire             |
| Knowsley                     | www        | 150 800                             | metropolitan borough                      | Merseyside                 |
| Lambeth                      | www        | 274 500                             | London borough                            | Wielki Londyn              |
| Lancaster                    | www        | 143 700                             | city (1937)                               | Lancashire                 |
| Leeds                        | www        | 770 800                             | metropolitan borough, city (1893)         | West Yorkshire             |
| Leicester                    | www        | 294 700                             | unitary authority, city (1919)            | Leicestershire             |
| Lewes                        | www        | 95 200                              |                                           | East Sussex                |
| Lewisham                     | www        | 261 600                             | London borough                            | Wielki Londyn              |
| Lichfield                    | www        | 97 900                              |                                           | Staffordshire              |
| Lincoln                      | www        | 88 400                              | city (time immemorial)                    | Lincolnshire               |
| Liverpool                    | www        | 434 900                             | metropolitan borough, city (1880)         | Merseyside                 |
| London                       | www        | 7 900                               | sui generis, city (time immemorial)       | City of London             |
| Luton                        | www        | 191 800                             | unitary authority, borough                | Bedfordshire               |
| Maidstone                    | www        | 145 400                             | borough                                   | Kent                       |
| Maldon                       | www        | 63 100                              |                                           | Essex                      |
| Malvern Hills                | www        | 74 800                              |                                           | Worcestershire             |
| Manchester                   | www        | 464 200                             | metropolitan borough, city (1853)         | Wielki Manchester          |
| Mansfield                    | www        | 100 600                             |                                           | Nottinghamshire            |
| Medway                       | www        | 253 500                             | unitary authority, borough                | Kent                       |
| Melton                       | www        | 49 300                              | borough                                   | Leicestershire             |
| Mendip                       | www        | 110 100                             |                                           | Somerset                   |
| Merton                       | www        | 201 400                             | London borough                            | Wielki Londyn              |
| Mid Devon                    | www        | 76 700                              |                                           | Devon                      |
| Mid Suffolk                  | www        | 94 700                              |                                           | Suffolk                    |
| Mid Sussex                   | www        | 131 600                             |                                           | West Sussex                |
| Middlesbrough                | www        | 139 000                             | unitary authority, borough                | North Yorkshire            |
| Milton Keynes                | www        | 232 200                             | unitary authority, borough                | Buckinghamshire            |
| Mole Valley                  | www        | 82 000                              |                                           | Surrey                     |
| Newark and Sherwood          | www        | 113 300                             |                                           | Nottinghamshire            |
| Newcastle-under-Lyme         | www        | 124 700                             | borough                                   | Staffordshire              |
| Newcastle upon Tyne          | www        | 273 600                             | metropolitan borough, city (1882)         | Tyne and Wear              |
| New Forest                   | www        | 175 400                             |                                           | Hampshire                  |
| Newham                       | www        | 249 500                             | London borough                            | Wielki Londyn              |
| North Devon                  | www        | 92 300                              |                                           | Devon                      |
| North Dorset                 | www        | 67 900                              |                                           | Dorset                     |
| North East Derbyshire        | www        | 98 200                              |                                           | Derbyshire                 |
| North East Lincolnshire      | www        | 158 200                             | unitary authority, borough                | Lincolnshire               |
| North Hertfordshire          | www        | 123 800                             |                                           | Hertfordshire              |
| North Kesteven               | www        | 106 100                             |                                           | Lincolnshire               |
| North Lincolnshire           | www        | 160 300                             | unitary authority, borough                | Lincolnshire               |
| North Norfolk                | www        | 101 500                             |                                           | Norfolk                    |
| North Somerset               | www        | 206 800                             | unitary authority                         | Somerset                   |
| North Tyneside               | www        | 197 300                             | metropolitan borough                      | Tyne and Wear              |
| North Warwickshire           | www        | 62 300                              | borough                                   | Warwickshire               |
| North West Leicestershire    | www        | 90 800                              |                                           | Leicestershire             |
| Northampton                  | www        | 205 200                             | borough                                   | Northamptonshire           |
| Northumberland               | www        | 311 000                             | unitary authority                         | Northumberland             |
| Norwich                      | www        | 135 800                             | city (1195)                               | Norfolk                    |
| Nottingham                   | www        | 292 400                             | unitary authority, city (1897)            | Nottinghamshire            |
| Nuneaton and Bedworth        | www        | 122 000                             | borough                                   | Warwickshire               |
| Oadby and Wigston            | www        | 57 200                              | borough                                   | Leicestershire             |
| Oldham                       | www        | 219 700                             | metropolitan borough                      | Wielki Manchester          |
| Oksford                      | www        | 153 900                             | city (1542)                               | Oxfordshire                |
| Pendle                       | www        | 89 900                              | borough                                   | Lancashire                 |
| Peterborough                 | www        | 164 000                             | unitary authority, city (1541)            | Cambridgeshire             |
| Plymouth                     | www        | 252 800                             | unitary authority, city (1928)            | Devon                      |
| Poole                        | www        | 138 800                             | unitary authority, borough                | Dorset                     |
| Portsmouth                   | www        | 200 000                             | unitary authority, city (1926)            | Hampshire                  |
| Preston                      | www        | 132 000                             | city (2002)                               | Lancashire                 |
| Purbeck                      | www        | 46 000                              |                                           | Dorset                     |
| Reading                      | www        | 145 700                             | unitary authority, borough                | Berkshire                  |
| Redbridge                    | www        | 257 600                             | London borough                            | Wielki Londyn              |
| Redcar and Cleveland         | www        | 139 500                             | unitary authority, borough                | North Yorkshire            |
| Redditch                     | www        | 79 900                              | borough                                   | Worcestershire             |
| Reigate and Banstead         | www        | 134 800                             | borough                                   | Surrey                     |
| Ribble Valley                | www        | 58 500                              | borough                                   | Lancashire                 |
| Richmond upon Thames         | www        | 180 100                             | London borough                            | Wielki Londyn              |
| Richmondshire                | www        | 51 500                              |                                           | North Yorkshire            |
| Rochdale                     | www        | 206 300                             | metropolitan borough                      | Wielki Manchester          |
| Rochford                     | www        | 83 200                              |                                           | Essex                      |
| Rossendale                   | www        | 67 300                              | borough                                   | Lancashire                 |
| Rother                       | www        | 88 800                              |                                           | East Sussex                |
| Rotherham                    | www        | 253 900                             | metropolitan borough                      | South Yorkshire            |
| Rugby                        | www        | 91 700                              | borough                                   | Warwickshire               |
| Runnymede                    | www        | 83 400                              | borough                                   | Surrey                     |
| Rushcliffe                   | www        | 109 800                             | borough                                   | Nottinghamshire            |
| Rushmoor                     | www        | 89 600                              | borough                                   | Hampshire                  |
| Rutland                      | www        | 39 200                              | unitary authority                         | Rutland                    |
| Ryedale                      | www        | 53 500                              |                                           | North Yorkshire            |
| Salford                      | www        | 221 300                             | metropolitan borough, city (1926)         | Wielki Manchester          |
| Sandwell                     | www        | 289 100                             | metropolitan borough                      | West Midlands              |
| Scarborough                  | www        | 108 500                             | borough                                   | North Yorkshire            |
| Sedgemoor                    | www        | 112 800                             |                                           | Somerset                   |
| Sefton                       | www        | 275 100                             | metropolitan borough                      | Merseyside                 |
| Selby                        | www        | 82 000                              |                                           | North Yorkshire            |
| Sevenoaks                    | www        | 114 700                             |                                           | Kent                       |
| Sheffield                    | www        | 534 500                             | metropolitan borough, city (1893)         | South Yorkshire            |
| Shropshire                   | www        | 292 800                             | unitary authority                         | Shropshire                 |
| Slough                       | www        | 121 200                             | unitary authority, borough                | Berkshire                  |
| Solihull                     | www        | 205 500                             | metropolitan borough                      | West Midlands              |
| South Bucks                  | www        | 64 800                              |                                           | Buckinghamshire            |
| South Cambridgeshire         | www        | 139 300                             |                                           | Cambridgeshire             |
| South Derbyshire             | www        | 92 700                              |                                           | Derbyshire                 |
| South Gloucestershire        | www        | 257 700                             | unitary authority                         | Gloucestershire            |
| South Hams                   | www        | 83 500                              |                                           | Devon                      |
| South Holland                | www        | 83 400                              |                                           | Lincolnshire               |
| South Kesteven               | www        | 132 000                             |                                           | Lincolnshire               |
| South Lakeland               | www        | 104 400                             |                                           | Kumbria                    |
| South Norfolk                | www        | 119 200                             |                                           | Norfolk                    |
| South Northamptonshire       | www        | 91 000                              |                                           | Northamptonshire           |
| South Oxfordshire            | www        | 129 100                             |                                           | Oxfordshire                |
| South Ribble                 | www        | 107 200                             | borough                                   | Lancashire                 |
| South Somerset               | www        | 158 700                             |                                           | Somerset                   |
| South Staffordshire          | www        | 106 400                             |                                           | Staffordshire              |
| South Tyneside               | www        | 151 600                             | metropolitan borough                      | Tyne and Wear              |
| Southampton                  | www        | 234 600                             | unitary authority, city (1964)            | Hampshire                  |
| Southend-on-Sea              | www        | 164 300                             | unitary authority, borough                | Essex                      |
| Southwark                    | www        | 278 000                             | London borough                            | Wielki Londyn              |
| Spelthorne                   | www        | 91 200                              | borough                                   | Surrey                     |
| St Albans                    | www        | 133 700                             | city (1877)                               | Hertfordshire              |
| St Edmundsbury               | www        | 103 700                             | borough                                   | Suffolk                    |
| St Helens                    | www        | 177 500                             | metropolitan borough                      | Merseyside                 |
| Stafford                     | www        | 124 700                             |                                           | Staffordshire              |
| Staffordshire Moorlands      | www        | 95 500                              |                                           | Staffordshire              |
| Stevenage                    | www        | 80 000                              | borough                                   | Hertfordshire              |
| Stockport                    | www        | 281 000                             | metropolitan borough                      | Wielki Manchester          |
| Stockton-on-Tees             | www        | 191 900                             | unitary authority, borough                | Durham and North Yorkshire |
| Stoke-on-Trent               | www        | 240 100                             | unitary authority, city (1925)            | Staffordshire              |
| Stratford-on-Avon            | www        | 118 800                             |                                           | Warwickshire               |
| Stroud                       | www        | 110 700                             |                                           | Gloucestershire            |
| Suffolk Coastal              | www        | 125 600                             |                                           | Suffolk                    |
| Sunderland                   | www        | 280 300                             | metropolitan borough, city (1992)         | Tyne and Wear              |
| Surrey Heath                 | www        | 83 400                              | borough                                   | Surrey                     |
| Sutton                       | www        | 187 600                             | London borough                            | Wielki Londyn              |
| Swale                        | www        | 131 900                             | borough                                   | Kent                       |
| Swindon                      | www        | 192 900                             | unitary authority, borough                | Wiltshire                  |
| Tameside                     | www        | 215 500                             | metropolitan borough                      | Wielki Manchester          |
| Tamworth                     | www        | 75 800                              | borough                                   | Staffordshire              |
| Tandridge                    | www        | 83 500                              |                                           | Surrey                     |
| Taunton Deane                | www        | 108 700                             | borough                                   | Somerset                   |
| Teignbridge                  | www        | 127 600                             |                                           | Devon                      |
| Telford and Wrekin           | www        | 162 100                             | unitary authority, borough                | Shropshire                 |
| Tendring                     | www        | 147 600                             |                                           | Essex                      |
| Test Valley                  | www        | 115 400                             | borough                                   | Hampshire                  |
| Tewkesbury                   | www        | 79 100                              | borough                                   | Gloucestershire            |
| Thanet                       | www        | 129 900                             |                                           | Kent                       |
| Three Rivers                 | www        | 87 700                              |                                           | Hertfordshire              |
| Thurrock                     | www        | 151 600                             | unitary authority, borough                | Essex                      |
| Tonbridge and Malling        | www        | 117 100                             | borough                                   | Kent                       |
| Torbay                       | www        | 134 000                             | unitary authority, borough                | Devon                      |
| Torridge                     | www        | 65 600                              |                                           | Devon                      |
| Tower Hamlets                | www        | 220 500                             | London borough                            | Wielki Londyn              |
| Trafford                     | www        | 212 800                             | metropolitan borough                      | Wielki Manchester          |
| Tunbridge Wells              | www        | 107 400                             | borough                                   | Kent                       |
| Uttlesford                   | www        | 73 700                              |                                           | Essex                      |
| Vale of White Horse          | www        | 116 900                             |                                           | Oxfordshire                |
| Wakefield                    | www        | 322 300                             | metropolitan borough, city (1888)         | West Yorkshire             |
| Walsall                      | www        | 255 400                             | metropolitan borough                      | West Midlands              |
| Waltham Forest               | www        | 223 200                             | London borough                            | Wielki Londyn              |
| Wandsworth                   | www        | 284 000                             | London borough                            | Wielki Londyn              |
| Warrington                   | www        | 196 200                             | unitary authority, borough                | Cheshire                   |
| Warwick                      | www        | 135 700                             |                                           | Warwickshire               |
| Watford                      | www        | 81 000                              | borough                                   | Hertfordshire              |
| Waveney                      | www        | 117 700                             |                                           | Suffolk                    |
| Waverley                     | www        | 118 700                             | borough                                   | Surrey                     |
| Wealden                      | www        | 143 300                             |                                           | East Sussex                |
| Wellingborough               | www        | 76 400                              | borough                                   | Northamptonshire           |
| Welwyn Hatfield              | www        | 108 300                             |                                           | Hertfordshire              |
| West Berkshire               | www        | 152 800                             | unitary authority                         | Berkshire                  |
| West Devon                   | www        | 52 900                              | borough                                   | Devon                      |
| West Dorset                  | www        | 97 200                              |                                           | Dorset                     |
| West Lancashire              | www        | 109 400                             |                                           | Lancashire                 |
| West Lindsey                 | www        | 88 900                              |                                           | Lincolnshire               |
| Westminster                  | www        | 236 000                             | London borough, city (1540)               | Wielki Londyn              |
| West Oxfordshire             | www        | 101 600                             |                                           | Oxfordshire                |
| West Somerset                | www        | 35 500                              |                                           | Somerset                   |
| Weymouth and Portland        | www        | 65 000                              | borough                                   | Dorset                     |
| Wigan                        | www        | 306 800                             | metropolitan borough                      | Wielki Manchester          |
| Wiltshire                    | www        | 455 500                             | unitary authority                         | Wiltshire                  |
| Winchester                   | www        | 112 700                             | city (time immemorial)                    | Hampshire                  |
| Windsor and Maidenhead       | www        | 142 800                             | unitary authority, royal borough          | Berkshire                  |
| Wirral                       | www        | 309 500                             | metropolitan borough                      | Merseyside                 |
| Woking                       | www        | 92 200                              | borough                                   | Surrey                     |
| Wokingham                    | www        | 159 100                             | unitary authority                         | Berkshire                  |
| Wolverhampton                | www        | 236 400                             | metropolitan borough, city (2000)         | West Midlands              |
| Worcester                    | www        | 94 100                              | city (1189)                               | Worcestershire             |
| Worthing                     | www        | 100 200                             | borough                                   | West Sussex                |
| Wychavon                     | www        | 117 300                             |                                           | Worcestershire             |
| Wycombe                      | www        | 161 500                             |                                           | Buckinghamshire            |
| Wyre                         | www        | 110 900                             | borough                                   | Lancashire                 |
| Wyre Forest                  | www        | 98 700                              |                                           | Worcestershire             |
| York                         | www        | 195 400                             | unitary authority, city (time immemorial) | North Yorkshire            |

## Dystrykty zlikwidowane
| dystrykt                  | Status                              | Data likwidacji | Dawne hrabstwo         | Następca                                      |
| ------------------------- | ----------------------------------- | --------------- | ---------------------- | --------------------------------------------- |
| Alnwick                   | dystrykt niemetropolitarny          | 1 kwietnia 2009 | Northumberland         | Northumberland                                |
| Bath                      | city                                | 1 kwietnia 1996 | Avon                   | Bath and North East Somerset                  |
| Berwick-upon-Tweed        | dystrykt niemetropolitarny          | 1 kwietnia 2009 | Northumberland         | Northumberland                                |
| Beverley                  | dystrykt niemetropolitarny, borough | 1 kwietnia 1996 | Humberside             | East Riding of Yorkshire                      |
| Blyth Valley              | dystrykt niemetropolitarny          | 1 kwietnia 2009 | Northumberland         | Northumberland                                |
| Boothferry                | dystrykt niemetropolitarny, borough | 1 kwietnia 1996 | Humberside             | East Riding of Yorkshire i North Lincolnshire |
| Bridgnorth                | dystrykt niemetropolitarny          | 1 kwietnia 2009 | Shropshire             | Shropshire                                    |
| Brighton                  | dystrykt niemetropolitarny, borough | 1 kwietnia 1997 | East Sussex            | Brighton and Hove                             |
| Caradon                   | dystrykt niemetropolitarny          | 1 kwietnia 2009 | Kornwalia              | Kornwalia                                     |
| Carrick                   | dystrykt niemetropolitarny          | 1 kwietnia 2009 | Kornwalia              | Kornwalia                                     |
| Castle Morpeth            | dystrykt niemetropolitarny, borough | 1 kwietnia 2009 | Northumberland         | Northumberland                                |
| Chester                   | dystrykt niemetropolitarny, city    | 1 kwietnia 2009 | Cheshire               | Cheshire West and Chester                     |
| Chester-le-Street         | dystrykt niemetropolitarny, borough | 1 kwietnia 2009 | Durham                 | County Durham                                 |
| Cleethorpes               | dystrykt niemetropolitarny, borough | 1 kwietnia 1996 | Humberside             | North East Lincolnshire                       |
| Congleton                 | dystrykt niemetropolitarny, borough | 1 kwietnia 2009 | Cheshire               | Cheshire East                                 |
| Crewe and Nantwich        | dystrykt niemetropolitarny          | 1 kwietnia 2009 | Cheshire               | Cheshire East                                 |
| Derwentside               | dystrykt niemetropolitarny,         | 1 kwietnia 2009 | Durham                 | County Durham                                 |
| Durham                    | dystrykt niemetropolitarny,         | 1 kwietnia 2009 | Durham                 | County Durham                                 |
| Easington                 | dystrykt niemetropolitarny,         | 1 kwietnia 2009 | Durham                 | County Durham                                 |
| East Yorkshire            | dystrykt niemetropolitarny, borough | 1 kwietnia 1996 | Humberside             | East Riding of Yorkshire                      |
| Ellesmere Port and Neston | dystrykt niemetropolitarny          | 1 kwietnia 2009 | Cheshire               | Cheshire West and Chester                     |
| Gillingham                | dystrykt niemetropolitarny, borough | 1 kwietnia 1998 | Kent                   | Medway                                        |
| Glanford                  | dystrykt niemetropolitarny, borough | 1 kwietnia 1996 | Humberside             | North Lincolnshire                            |
| Great Grimsby             | dystrykt niemetropolitarny, borough | 1 kwietnia 1996 | Humberside             | North East Lincolnshire                       |
| Hereford                  | city                                | 1 kwietnia 1998 | Hereford and Worcester | Herefordshire                                 |
| Holderness                | dystrykt niemetropolitarny, borough | 1 kwietnia 1996 | Humberside             | East Riding of Yorkshire                      |
| Hove                      | dystrykt niemetropolitarny, borough | 1 kwietnia 1997 | East Sussex            | Brighton and Hove                             |
| Kennet                    | dystrykt niemetropolitarny          | 1 kwietnia 2009 | Wiltshire              | Wiltshire                                     |
| Kerrier                   | dystrykt niemetropolitarny          | 1 kwietnia 2009 | Kornwalia              | Kornwalia                                     |
| Kingswood                 | dystrykt niemetropolitarny, borough | 1 kwietnia 1996 | Avon                   | South Gloucestershire                         |
| Leominster                | dystrykt niemetropolitarny          | 1 kwietnia 1998 | Hereford and Worcester | Herefordshire (część do Malvern Hills)        |
| Macclesfield              | dystrykt niemetropolitarny, borough | 1 kwietnia 2009 | Cheshire               | Cheshire East                                 |
| Malvern Hills             | dystrykt niemetropolitarny          | 1 kwietnia 1998 | Hereford and Worcester | Herefordshire i Malvern Hills                 |
| Medina                    | dystrykt niemetropolitarny, borough | 1 kwietnia 1995 | Isle of Wight          | Isle of Wight                                 |
| Northavon                 | dystrykt niemetropolitarny          | 1 kwietnia 1996 | Avon                   | South Gloucestershire                         |
| North Cornwall            | dystrykt niemetropolitarny          | 1 kwietnia 2009 | Kornwalia              | Kornwalia                                     |
| North Shropshire          | dystrykt niemetropolitarny          | 1 kwietnia 2009 | Shropshire             | Shropshire                                    |
| North Wiltshire           | dystrykt niemetropolitarny          | 1 kwietnia 2009 | Wiltshire              | Wiltshire                                     |
| Oswestry                  | dystrykt niemetropolitarny          | 1 kwietnia 2009 | Shropshire             | Shropshire                                    |
| Penwith                   | dystrykt niemetropolitarny          | 1 kwietnia 2009 | Kornwalia              | Kornwalia                                     |
| Restormel                 | dystrykt niemetropolitarny          | 1 kwietnia 2009 | Kornwalia              | Kornwalia                                     |
| Rochester-upon-Medway     | city                                | 1 kwietnia 1998 | Kent                   | Medway                                        |
| Salisbury                 | dystrykt niemetropolitarny          | 1 kwietnia 2009 | Wiltshire              | Wiltshire                                     |
| Scunthorpe                | dystrykt niemetropolitarny, borough | 1 kwietnia 1996 | Humberside             | North Lincolnshire                            |
| Sedgefield                | dystrykt niemetropolitarny, borough | 1 kwietnia 2009 | Durham                 | County Durham                                 |
| Shrewsbury and Atcham     | dystrykt niemetropolitarny          | 1 kwietnia 2009 | Shropshire             | Shropshire                                    |
| South Herefordshire       | dystrykt niemetropolitarny          | 1 kwietnia 1998 | Hereford and Worcester | Herefordshire                                 |
| South Shropshire          | dystrykt niemetropolitarny          | 1 kwietnia 2009 | Shropshire             | Shropshire                                    |
| South Wight               | dystrykt niemetropolitarny, borough | 1 kwietnia 1995 | Isle of Wight          | Isle of Wight                                 |
| Teesdale                  | dystrykt niemetropolitarny,         | 1 kwietnia 2009 | Durham                 | County Durham                                 |
| Tynedale                  | dystrykt niemetropolitarny          | 1 kwietnia 2009 | Northumberland         | Northumberland                                |
| Vale Royal                | dystrykt niemetropolitarny, borough | 1 kwietnia 2009 | Cheshire               | Cheshire West and Chester                     |
| Wansbeck                  | dystrykt niemetropolitarny          | 1 kwietnia 2009 | Northumberland         | Northumberland                                |
| Wansdyke                  | dystrykt niemetropolitarny          | 1 kwietnia 1996 | Avon                   | Bath and North East Somerset                  |
| Wear Valley               | dystrykt niemetropolitarny,         | 1 kwietnia 2009 | Durham                 | County Durham                                 |
| West Wiltshire            | dystrykt niemetropolitarny          | 1 kwietnia 2009 | Wiltshire              | Wiltshire                                     |

## Zmiany w nazwach
| Nazwa oryginalna | Nowa nazwa                              | Data                |
| ---------------- | --------------------------------------- | ------------------- |
| Basingstoke      | Basingstoke and Deane                   | 20 stycznia 1978    |
| Beaconsfield     | South Bucks                             | 1 kwietnia 1980     |
| Barking          | Barking and Dagenham                    | 1 stycznia 1980     |
| Bedford          | North Bedfordshire                      | 1 października 1975 |
| Bedford          | Bedford                                 | 1992                |
| Beverley         | East Yorkshire Borough of Beverley      | 1981                |
| Blackburn        | Blackburn with Darwen                   | 2 maja 1997         |
| Bosworth         | Hinckley and Bosworth                   | 20 listopada 1973   |
| Bracknell        | Bracknell Forest                        | maj 1988            |
| Crewe            | Crewe and Nantwich                      | 1 stycznia 1974     |
| Ellesmere Port   | Ellesmere Port and Neston               | 21 czerwca 1976     |
| Grimsby          | Great Grimsby                           | 1 stycznia 1979     |
| Hammersmith      | Hammersmith and Fulham                  | 1 stycznia 1979     |
| Hartley Wintney  | Hart                                    | 1 stycznia 1974     |
| Herefordshire    | County of Herefordshire                 | 20 czerwca 1997     |
| Huntingdon       | Huntingdonshire                         | 1 października 1984 |
| Langbaurgh       | Langbaurgh-on-Tees                      | 1 stycznia 1988     |
| Langbaurgh       | Redcar and Cleveland                    | 1 kwietnia 1996     |
| Medway           | Rochester-upon-Medway                   | 3 grudnia 1979      |
| Medway Towns     | Medway                                  | 1 kwietnia 1998     |
| Newark           | Newark and Sherwood                     | 1 kwietnia 1995     |
| Newbury          | West Berkshire                          | 1 kwietnia 1998     |
| North Wolds      | East Yorkshire                          | 1 lutego 1981       |
| Nuneaton         | Nuneaton and Bedworth                   | 1 października 1980 |
| Pastonacres      | North Norfolk                           | 20 września 1973    |
| Petersfield      | East Hampshire                          | 8 października 1973 |
| Poole            | Borough and County of the Town of Poole | 1 kwietnia 1997     |
| Rutland          | Rutland County Council                  | 1 kwietnia 1997     |
| Shrewsbury       | Shrewsbury and Atcham                   | 12 czerwca 1974     |
| Thamesdown       | Swindon                                 | 1 kwietnia 1997     |
| Tiverton         | Mid Devon                               | 6 lutego 1978       |
| Wallingford      | South Oxfordshire                       | 20 września 1973    |
| West Derbyshire  | Derbyshire Dales                        | 1988                |
| West Norfolk     | King’s Lynn and West Norfolk            | 14 marca 1981       |
| Wimborne         | East Dorset                             | 1988                |
| Woodspring       | North Somerset                          | 1 kwietnia 1996     |
| Wrekin           | The Wrekin                              | 7 lutego 1974       |
| Wrekin           | Telford and Wrekin                      | 1 kwietnia 1998     |
| Yeovil           | South Somerset                          | 1985                |